# Szentpéteri József (ötvösművész)
Szentpétery/Szentpéteri József (Rimaszombat, 1781. április 12. – Pest, 1862. június 13.) magyar ötvösmester.

## Életpályája
1794-ben Szathmáry Király Pál festőművésznél, 1796-tól Vásárhelyi István kassai ötvösnél, 1805-től Bécsben tanult. Párizsba ment, de a napóleoni háborúk miatt Triesztben maradt. 1808-ban ismét Bécsben dolgozott; Johann Nepomuk Wirth (1753–1810) udvari ötvösnél. Ebben az időben a fiatal aranyműves már sok pénzt keresett, így elkészítette saját aranyműves szerszámait. 1809-ben a pesti ötvöscéhbe kérte felvételét, melynek 1810-ben lett tagja. 1811-ben bemutatott műve ma a szilvásváradi református egyház úrvacsorapohara. 1812–1818 között Losoncon élt; anyagi gondokkal küszködve. 1818-ban visszatért Pestre.

### Munkássága
Tehetsége azonban ennél többre, sokalakos művészdomborművek készítésére ösztönözte. Chari les Le Brun Nagy Sándor-sorozata alapján először az Átkelés a Granicus folyón című réz domborműve készült el (1830; az MNM-ben). A sorozat második réz domborművén, Az arbelai ütközeten közel hét éven át dolgozott. Harmadik nagy lemezét, a Porus király fogságbaesését (1850) ezüstből készítette. Ezután még három réz domborművet alkotott, a Vitam et sanguinem-et, Budavár 1686. évi visszafoglalását (1853) és a Kálvária című (1855) kompozíciókat. Alkotásaiból több került a budapesti és vidéki közgyűjteményekbe, több alkótását főleg református templomok őrzik. Munkásságát 1964-ben az Iparművészeti Múzeum gyűjteményes kiállításon mutatta be. A besztercebányai és bécsi ötvöscéh tiszteletbeli tagjává választotta, tagja volt a párizsi művészegyletnek is. Írásaiban a céhek eltörlését követelte, és a munkásnevelés művészi színvonalának emeléséért szállt síkra.

## Családja
A szülei nemesek voltak. Édesapja, Szentpétery Sámuel híres fegyvermester, édesanyja, Huszth Elisa volt. Három testvére volt: Sámuel (1774), Mária (1777) és Péter (1779). A család rossz pénzügyi helyzete arra kényszerítette a szülőket, hogy kézművesek legyenek.

## Művei
- a szilvásváradi református egyház úrvacsorapohara (1811)
- Szathmáry-Király család ezüst kávéskészlete (1823)
- Átkelés a Granicus folyón (1830)
- Ghyczy Kálmán tintatartója (1845)
- Az arbelai ütközet
- Porus király fogságbaesését (1850)
- Vitam et sanguinem (1852)
- Budavár 1686. évi visszafoglalása (1853)
- Kálvária (1855)